# Rhynchobapta diversilineata
Rhynchobapta diversilineata là một loài bướm đêm trong họ Geometridae.